# Дискография Марка Ланегана
Дискография американского рок-музыканта Марка Ланегана (англ. Mark Lanegan), включающая в общей сложности 11 студийных альбомов, 4 мини-альбома, 14 синглов и 8 видеоклипов. Четыре первых альбома Ланеган выпустил, будучи в составе группы Screaming Trees, ещё три и один мини-альбом — после распада группы в 2000 году. После 2004 года Марк сделал существенный перерыв в сольном творчестве и выпустил три студийных альбома и два мини-альбома совместно с шотландской певицей Изобель Кэмпбелл, а также один студийный альбом и один мини-альбом совместно с Грегом Дулли под вывеской The Gutter Twins. К сольному творчеству музыкант вернулся только в 2012 году. С 2003 года его сольные альбома выходят под условным авторством Mark Lanegan Band. В настоящую дискографию не входят альбомы, выпущенные в составе Screaming Trees, также здесь не представлен полный список многочисленных коллабораций Марка Ланегана.

## Сольные альбомы
| Год  | Альбом | Позиция в чартах | Позиция в чартах | Позиция в чартах | Позиция в чартах | Позиция в чартах | Позиция в чартах | Позиция в чартах | Позиция в чартах | Позиция в чартах | Позиция в чартах |
| Год  | Альбом | США              | Бельгия          | Финляндия        | Франция          | Германия         | Ирландия         | Италия           | Нидерланды       | Норвегия         | Великобритания   |
| ---- | --- | ---------------- | ---------------- | ---------------- | ---------------- | ---------------- | ---------------- | ---------------- | ---------------- | ---------------- | ---------------- |
| 1990 | The Winding Sheet - Дата выхода: 1 мая 1990 года - Лейбл: Sub Pop - Тип: студийный альбом                                     | —                | —                | —                | —                | —                | —                | —                | —                | —                | —                |
| 1994 | Whiskey for the Holy Ghost - Дата выхода: 18 января 1994 года - Лейбл: Sub Pop - Тип: студийный альбом                        | —                | —                | —                | —                | —                | —                | —                | —                | —                | —                |
| 1998 | Scraps at Midnight - Дата выхода: 21 июля 1988 года - Лейбл: Beggars Banquet Records / Sub Pop - Тип: студийный альбом        | —                | —                | —                | —                | —                | —                | —                | —                | —                | 191              |
| 1999 | I’ll Take Care of You - Дата выхода: 21 сентября 1999 года - Лейбл: Beggars Banquet Records / Sub Pop - Тип: студийный альбом | —                | —                | —                | —                | —                | —                | —                | —                | —                | —                |
| 2001 | Field Songs - Дата выхода: 8 мая 2001 года - Лейбл: Beggars Banquet Records / Sub Pop - Тип: студийный альбом                 | —                | —                | —                | —                | —                | —                | —                | —                | —                | —                |
| 2003 | Here Comes That Weird Chill - Дата выхода: 4 ноября 2003 года - Лейбл: Beggars Banquet Records - Тип: мини-альбом             | —                | —                | —                | —                | —                | —                | —                | —                | —                | 35               |
| 2004 | Bubblegum - Дата выхода: 4 августа 2004 года - Лейбл: Beggars Banquet Records / Sub Pop - Тип: студийный альбом               | 39               | 28               | 35               | 189              | 67               | 35               | 23               | 36               | 30               | 43               |
| 2012 | Blues Funeral - Дата выхода: 6 февраля 2012 года - Лейбл: 4AD Records - Тип: студийный альбом                                 | 15               | 50               | 24               | 51               | 41               | 12               | —                | 20               | 12               | 21               |
| 2012 | Dark Mark Does Christmas - Дата выхода: ноября 2012 года - Лейбл: Самоиздание - Тип: мини-альбом                              | —                | —                | —                | —                | —                | —                | —                | —                | —                | —                |
| 2013 | Imitations - Дата выхода: сентябрь 2013 года - Лейбл: Vagrant Records - Тип: студийный альбом                                 | —                | 81               | —                | —                | —                | 45               | —                | 53               | —                | 62               |

## Марк Ланеган и Изобель Кэмпбелл
| Год  | Альбом                                                                                                 | Позиция в чартах | Позиция в чартах | Позиция в чартах | Позиция в чартах | Позиция в чартах | Позиция в чартах | Позиция в чартах | Позиция в чартах | Позиция в чартах |
| Год  | Альбом                                                                                                 | Бельгия          | Франция          | Италия           | Ирландия         | Нидерланды       | Норвегия         | Швеция           | Швейцария        | Великобритания   |
| ---- | --- | ---------------- | ---------------- | ---------------- | ---------------- | ---------------- | ---------------- | ---------------- | ---------------- | ---------------- |
| 2005 | Ramblin' Man - Дата выхода: 13 декабря 2005 года - Лейбл: V2 Records - Тип: мини-альбом                | —                | —                | —                | —                | —                | —                | —                | —                | —                |
| 2006 | Ballad of the Broken Seas - Дата выхода: 7 марта 2006 года - Лейбл: V2 Records - Тип: студийный альбом | 15               | 96               | 27               | 21               | 32               | 51               | 56               | —                | 38               |
| 2008 | Sunday at Devil Dirt - Дата выхода: 13 мая 2008 года - Лейбл: V2 Records - Тип: студийный альбом       | 6                | 96               | 41               | 28               | 69               | 25               | —                | 37               | 38               |
| 2008 | Keep Me In Mind Sweetheart - Дата выхода: 17 ноября 2008 года - Лейбл: V2 Records - Тип: мини-альбом   | —                | —                | —                | —                | —                | —                | —                | —                | —                |
| 2010 | Hawk - Дата выхода: 16 августа 2010 года - Лейбл: V2 Records - Тип: студийный альбом                   | —                | —                | —                | —                | —                | —                | —                | —                | 29               |

## Марк Ланеган и Грег Дулли / The Gutter Twins
| Год  | Альбом                                                                               | Позиция в чартах | Позиция в чартах | Позиция в чартах | Позиция в чартах | Позиция в чартах | Позиция в чартах |
| Год  | Альбом                                                                               | США              | Бельгия          | Ирландия         | Нидерланды       | Швеция           | Великобритания   |
| ---- | ------------------------------------------------------------------------------------ | ---------------- | ---------------- | ---------------- | ---------------- | ---------------- | ---------------- |
| 2008 | Saturnalia - Дата выхода: 4 марта 2008 года - Лейбл: Sub Pop - Тип: студийный альбом | 117              | 7                | 60               | 72               | 47               | 54               |
| 2008 | Adorata - Дата выхода: 2 сентября 2008 года - Лейбл: Sub Pop - Тип: мини-альбом      | —                | —                | —                | —                | —                | —                |

## Синглы
| Год  | Сингл                                               | Позиция        | Альбом                     |
| Год  | Сингл                                               | Великобритания | Альбом                     |
| ---- | --------------------------------------------------- | -------------- | -------------------------- |
| 1990 | «Down in the Dark»                                  | —              | The Winding Sheet          |
| 1994 | «House a Home»                                      | —              | Whiskey for the Holy Ghost |
| 1998 | «Stay»                                              | —              | Scraps at Midnight         |
| 2004 | «Sideways in Reverse»                               | —              | Bubblegum                  |
| 2004 | «Hit the City»                                      | 76             | Bubblegum                  |
| 2006 | «Ramblin' Man» (с Изобель Кэмпбелл)                 | 116            | Ballad of the Broken Seas  |
| 2006 | «Honey Child What Can I Do?» (с Изобель Кэмпбелл)   | 199            | Ballad of the Broken Seas  |
| 2008 | «Who Built The Road» (с Изобель Кэмпбелл)           | —              | Sunday at Devil Dirt       |
| 2008 | «Come on Over (Turn Me On)» (с Изобель Кэмпбелл)    | —              | Sunday at Devil Dirt       |
| 2008 | «Idle Hands» (The Gutter Twins)                     | —              | Saturnalia                 |
| 2008 | «God’s Children / Spanish Doors» (The Gutter Twins) | —              | Saturnalia                 |
| 2010 | «You Won’t Let Me Down Again» (с Изобель Кэмпбелл)  | —              | Hawk                       |
| 2011 | «The Gravedigger’s Song»                            | —              | Blues Funeral              |
| 2012 | «Harborview Hospital»                               | —              | Blues Funeral              |
| 2013 | «I’m Not the Loving Kind»                           | —              | Imitations                 |

## Музыкальные видео
| Год  | Название                  | Альбом                     |
| ---- | ------------------------- | -------------------------- |
| 1990 | «Ugly Sunday»             | The Winding Sheet          |
| 1994 | «House a Home»            | Whiskey for the Holy Ghost |
| 2004 | «Sideways in Reverse»     | Bubblegum                  |
| 2004 | «Hit the City»            | Bubblegum                  |
| 2006 | «Ramblin’ Man»            | Ballad of the Broken Seas  |
| 2008 | «All misery/Flowers»      | Saturnalia                 |
| 2008 | «Idle Hands»              | Saturnalia                 |
| 2012 | «The Gravedigger’s Song»  | Blues Funeral              |
| 2013 | «I’m Not The Loving Kind» | Imitations                 |
| 2014 | «Sad Lover»               | No Bells on Sunday         |